# Lista över Sachsens regenter
Detta är en lista över Sachsens regenter (ofullständig).

## Hertigar avSachsen
- 1137–1138 Henrik den stolte
- 1138–1142 Albrekt Björnen
- 1142–1180 Henrik Lejonet
- 1180–1212 Bernhard III
- 1212–1260 Albrekt I
- 1260–1272 Johan I i samregering med Albrekt II. Hertigdömet delades 1272 i två delar. Johan I regerade till 1285 vidare i Sachsen-Lauenburg, Albrekt II regerade till 1298 Sachsen-Wittenberg.

## Kurfurstar avSachsen
Genom den gyllene bullan upphöjde kejsaren Karl IV 1356 hertigarna av Sachsen-Wittenberg till kurfurstar.

### Huset Askanien
- 1356 Rudolf I av Sachsen-Wittenberg (omkr. 1284–1356)
- 1356–1370 Rudolf II av Sachsen-Wittenberg (omkr. 1307–1370)
- 1370–1388 Wenzel I av Sachsen-Wittenberg (omkr. 1337–1388)
- 1388–1419 Rudolf III av Sachsen-Wittenberg (död 1419)
- 1419–1423 Albrekt III av Sachsen-Wittenberg

### Huset Wettin
Efter att Albrekt III avlidit utan arvingar 1423 förlänade kejsar Sigismund Sachsen-Wittenberg och kurfurstevärdigheten till markgrevarna av Meissen, av huset Wettin.
- 1423–1428 Fredrik den stridbare
- 1428–1464 Fredrik den saktmodige. 1485 delades Sachsen mellan hans söner Albrekt och Ernst. Ernsts ättlingar regerade Sachsen-Wittenberg och innehade kurfurstetiteln. Albrekts ättlingar regerade fram till 1547 som hertigar av Sachsen, med säte i Dresden.
- 1464–1486 Ernst
- 1486–1525 Fredrik den vise
- 1525–1532 Johan den ståndaktige
- 1532–1547 Johan Fredrik den högsinte. Genom hans förlust i Schmalkaldiska kriget övergick kurfurstetiteln till Moritz av den albertinska linjen.
- 1547–1553 Moritz
- 1553–1586 August I
- 1586–1591 Kristian I
- 1591–1611 Kristian II
- 1611–1656 Johan Georg I
- 1656–1680 Johan Georg II
- 1680–1691 Johan Georg III
- 1691–1694 Johan Georg IV
- 1694–1733 Fredrik August I
- 1733–1763 Fredrik August II
- 1763–1763 Fredrik Kristian
- 1763–1806 Fredrik August III, blev 1806 kung av Sachsen.